# Digramă
Digrama se compune din două grafeme care reprezintă un singur sunet sau o succesiune de sunete ce nu corespunde valorilor fonetice uzuale ale celor două grafeme, luate împreună.

## Exemple
(Combinații de litere care au locul propriu în alfabet sunt scrise cu litere cursive.)
Albaneza
dh, gj, ll, nj, rr, sh, th, xh, zh
Daneza înaintea reformei ortografice din 1948 și în nume proprii
aa
Germana
1. ch, sch, ph, ng, ie, ou, (numai ca înlocuitor pentru ä, ö, ü, ß și în nume proprii:) ae, oe, ue, sz; 2. bb, dd, ff, …, ss, ck, tz, dt, aa, ee, oo, ah, äh, eh, ih, …, th, gh, dh, …, (numai în silabă neaccentuată:) el, em, en, er; 3. äu, ei, eu, chs, dsch, (numai în nume proprii:) zsch, (numai la începutul rădăcinii cuvântului:) sp und st, (numai în interiorul cuvântului înainte de vocală:) ti, (numai la sfârșitul neaccentuat al cuvântului:) ig
Greaca
αι, αυ, γγ, γκ, γξ, γχ, ει, ευ, ηυ, μπ, ντ, οι, ου, τζ,  τσ, τς, υι
Kiribati
ng
Croata, sârba (scrierea cu alfabet latin)
dž;, lj, nj
Kurda
xw
Neerlandeza
ij
Polona
ch, cz, sz, rz, dz, dż, dź
Suedeza
1. sj, tj, sch, ng, (numai la începutul rădăcinii:) dj, gj, hj, kj, lj, skj, stj, (numai la începutul rădăcinii înainte de e, i, y, ä, ö:) sk, (numai la mijlocul cuvântului înainte de vocală, cu excepția i:) ti, si, ssi; 2. bb, dd, ff, …, ck, rd, rl, rn, rs, rt; 3. (numai între vocale și la sfârșitul cuvântului:) gn
Spaniola
ch, ll
Ceha
ch, dž
Maghiara
1. gy, ly, ny, ty, sz, zs, (numai în nume proprii:) eö; 2. bb, cc, dd, ff, …, ggy, ssz, …, (numai în nume proprii:) cz; 3. cs
Uzbeca
gʻ, oʻ, ch, sh
Dialectul german vorbit la Wilamowice
ao

## Codificarea semnelor
Din motive de compatibilitate Unicode a dat unor digrame latine un cod propriu:
| U+01C6 | U+01C9 | U+01CC | U+01F3 | Poziție                 |
| ǆ      | ǉ      | ǌ      | ǳ      | Reprezentare ca digramă |
| dž     | lj     | nj     | dz     | Literă izolată          |